# Bernd Stutte
Bernd Stutte (* 8. Juli 1944 in Tübingen; † 28. April 2014 ebenda) war ein deutscher Bibliothekar. 

## Leben
Bernd Stutte, Sohn des Kinder- und Jugendpsychiaters Hermann Stutte (1909–1982), studierte nach seiner Reifeprüfung am Martin-Luther-Gymnasium in Marburg/Lahn 1963 Chemie an der Technischen Hochschule Darmstadt (1963–1966) und der Universität Marburg (1966–1971). Nach seiner Prüfung als Diplom-Chemiker (1971) war Stutte von 1971 bis 1976 wissenschaftlicher Mitarbeiter im Fachbereich Chemie der Universität Marburg. Seine Promotion im Bereich Anorganische Chemie erfolgte dort 1977 bei Günter Schmid. Als Bibliotheksreferendar an der Universitätsbibliothek Marburg bzw. Gießen absolvierte er die Ausbildung für den höheren Bibliotheksdienst und legte 1978 die Fachprüfung an der Bibliotheksschule Frankfurt/M. ab. Von 1978 bis zum Eintritt in den Ruhestand 2009 war er an der Universitätsbibliothek Tübingen als Fachreferent für die naturwissenschaftlichen Fächer und Leiter der Benutzungsabteilung tätig.

## Schriften
- Cyclopendadienyl-Verbindungen von Titan, Zirkonium, Hafnium und Uran mit der Oxymethylidyntrikobaltnonacarbonyl-Cluster-Gruppe. Dissertation Universität Marburg/L. 1977.
- (Bearb.): Chemiker des 19. Jahrhunderts in Tübingen. Ausstellung anläßlich der Vortragstagung der Fachgruppe Geschichte der Chemie der Gesellschaft Deutscher Chemiker am 21. und 22. März 1991 in Tübingen. Universitätsbibliothek Tübingen 1991.
- Die Aussonderung wenig genutzter Literatur aus der Sicht einer alten Universitätsbibliothek. In: Uwe Jochum (Hrsg.): Der baden-württembergische Landesspeicher. Universität Konstanz 1992, S. 31–40, ISBN 3-89318-009-5.
- Buchaufstellung und Benutzung. Gegenwart und Perspektive einer alten Universitätsbibliothek mit Sondersammelgebietsfunktion. In: Engelbert Plassmann (Hrsg.): Wissenschaftliche Bibliotheken im vereinten Deutschland (= Zeitschrift für Bibliothekswesen und Bibliographie, Sonderhefte, Bd. 54). Klostermann, Frankfurt/M. 1992, S. 366–373, ISBN 3-465-02533-4.
- Zusammenarbeit und Führung in wissenschaftlichen Bibliotheken. Auf dem Weg zum kooperativen Führungsstil. In: Gerhard Römer (Hrsg.): Neue Medien – neue Aufgaben. Badische Landesbibliothek, Karlsruhe 1992, S. 215–226, ISBN 3-88705-033-9.
- Benutzung am Ort: Von der Magazin- zur Freihandbibliothek. In: Bettina Fiand u. a. (Hrsg.): „Fest-Platte“. Beiträge aus der Universitätsbibliothek Tübingen für Berndt von Egidy anlässlich seines Ausscheidens aus dem aktiven Bibliotheksdienst im Juli 2003. Universitätsbibliothek, Tübingen 2003, S. 8–11 (PDF).
- Lothar Meyer in Tübingen. In: Bausteine zur Tübinger Universitätsgeschichte, Bd. 8 (1997), S. 79–88.